# 高橋伸夫 (地理学者)
高橋 伸夫（たかはし のぶお、1939年（昭和14年）9月29日 - 2013年（平成25年）7月14日）は、日本の地理学者、筑波大学名誉教授。東京都台東区出身。人文地理学、とくに都市地理学に関する研究を行うとともに、学習参考者や一般向けの書籍も執筆、編集した。また、オリヴィエ・ドルフュス『地理空間』（山本正三との共訳）など、フランス地理学の日本への紹介も行った。

## 経歴
1952年（昭和27年）に東京教育大学附属小学校（現・筑波大学附属小学校）、1958年（昭和33年）に東京教育大学附属中学校・高等学校（現・筑波大学附属中学校・高等学校）を卒業。
1960年（昭和35年）4月に東京教育大学理学部へ入学、青野壽郎の薫陶を受け1964年（昭和39年）3月に同地理学専攻を卒業、母校の東京教育大学附属高等学校教諭となる。1年で高校教師を辞し、1965年（昭和40年）4月に東京教育大学大学院理学研究科地理学専攻へ進学、理学修士号を取得し同博士課程へ進み、1969年（昭和44年）3月に退学、翌4月から東京教育大学理学部助手に就任。
フランス政府奨学金を得て1970年（昭和45年）パリ第1大学地理学研究所博士課程へ留学、1972年（昭和47年）6月に「日本における工業化に伴う都市化の進展」で地理学博士の学位を取得。パリ第1大学では、フランス地理学を代表する学者であるフィリップ・パンシュメル、ポール・クラヴァル、ジャン＝ロベール・ピットらと交流した。1974年（昭和49年）、「清水市域における都市化の展開」で東京教育大学から理学博士、パリ第1大学から地理学博士を取得。東京教育大の博士号の主査は尾留川正平が務めた。
1974年（昭和49年）4月に助手として着任以来、筑波大学に長く所属し、地球科学系長などを務め、2003年（平成15年）に名誉教授となった。この間、東北大学、秋田大学、茨城大学、つくば国際大学、埼玉大学、千葉大学、お茶の水女子大学、東京都立大学 (1949-2011)、東京都立教育研究所、日本大学、法政大学、広島大学、岡山大学、パリ第7大学で非常勤講師を務めた。都市地理学、金融の地理学、フランスや南アメリカの地誌学的研究を始め、地理教育に貢献し、「教科書の高橋」の異名をとった。学会関係では、日仏地理学会会長などを歴任した。
2003年（平成15年）に退官後も研究を続け、生涯に約40冊の著書を発表した。2013年（平成25年）7月14日、73歳で逝去。高橋の遺志により、しばらくの間地理学関係者へ逝去の事実は公開されなかった。

## おもな著書
2003年までに著書28冊、訳書・訳文16本、学術論文152本、その他（分担執筆、寄稿等）78本を発表した。（この数字には教科書、地図帳、参考書、百科事典、随筆等は含まれない。）

### 単著
- フランスの都市、二宮書店、1981年
- 金融の地域構造、大明堂、1983年

### 編著
- この一冊で世界の地理がわかる！、三笠書房、1998年
  - 改訂新版（文庫化）：（井田仁康との共編）面白いほど世界がわかる「地理」の本、三笠書房（知的生きかた文庫）、2012年

### 共編著
- （菅野峰明、永野征男との共編）都市地理学入門、原書房、1984年
- （中村和郎との共編）地理学への招待（地理学講座 第1巻）、古今書院、1988年
- （菅野峰明、山下清海、山下脩二、手塚章との共編）世界地図を読む―図説 世界地理、大明堂、1993年
- （谷内達との共著）日本の三大都市圏 : その変容と将来像、古今書院、1994年
- （小野寺淳、田林明、中川正との共著）文化地理学入門、東洋書林、1995年
- （阿部和俊、谷内達、佐藤哲夫との共著）ジオグラフィー入門―地理学でみる日本と世界、古今書院、1996年
- （手塚章、ジャン＝ロベール・ピットとの共編著）パリ大都市圏 : その構造変容、東洋書林、1998年
  - 改訂新版：（谷内達、阿部和俊、佐藤哲夫、杉谷隆との共著）ジオグラフィー入門―考える力を養う地理学は面白い、古今書院、2008年
- （村山祐司、菅野峰明、伊藤悟との共著）新しい都市地理学、東洋書林、1997年
- （村山祐司、手塚章、ジャン＝ロベール・ピットとの共編著）EU統合下におけるフランスの地方中心都市、古今書院、2003年
- （内田和子、岡本耕平、佐藤哲夫との共編著）現代地理学入門 : 身近な地域から世界まで、古今書院、2005年
- （菊地俊夫、根田克彦、山下宗利との共編著）都市空間の見方・考え方、古今書院、2013年 - 高橋の最期の著作となった。

### 訳書
- （山本正三との共訳）オリヴィエ・ドルフュス著、地理空間（文庫クセジュ）、白水社、1975年
- フランス : その国土と人々（全訳世界の地理教科書シリーズ 1）、帝国書院、1977年